# Ujjayi
Ujjayi, ook wel versterkerademhaling, oceaanademhaling of succesademhaling, is een pranayama (ademhalingstechniek) in yoga.
Doordat deze ademhaling hoog in de borstkas ligt, is er sprake van een sleutelbeenademhaling. De in- en uitademing beide expliciet door de neus gaan. Van ujjayi wordt beweerd dat er in verhouding meer bloed in de borstkas circuleert, waardoor er meer zuurstof in het bloed wordt opgenomen.
Net als bij Surya bhedana bouwt het lichaam tijdens de uitvoering van ujjayi veel warmte op. Hierdoor vindt de uitademing door het verkoelende linker neusgat van de nadi ida plaats. De inademing verloopt wel via beide neusgaten waarbij de stemspleet iets gesloten wordt. Dit gaat echter niet zover als bij de brahmari. Hierdoor ontstaat er een enigszins snikkend geluid op het moment dat de lucht voorbij de achterkant van neus gaat. Er wordt ook wel gesproken over een oceaangeluid. Bij meer ervaren yogi's gaat de ujjayi geluidloos en moeiteloos. De lengte en de snelheid van de ademhaling wordt beheerst door het middenrif en de inademingen en uitademingen zijn gelijk in tijdsduur.
Bij de inademing worden de jalandhara en mula bandha gebruikt en bij de uitademing worden de bandha's losgelaten. In ashtanga vinyasa yoga (poweryoga) wordt ujjayi doorlopend gebruikt en vergelijkbare types als flow yoga en vinyasa maakt het een frequent terugkerend deel uit van de oefeningen. Ujjayi helpt de yogi het ritme in de oefening vast te houden, voldoende zuurstof op te nemen en energie op te bouwen.
Oude yogateksten wijten ziekte aan te veel slijm, wind of gal en deze ademhaling zou een goed middel zijn tegen overtollig slijm. Ujjayi wordt in het algemeen rond vijf maal achter elkaar beoefend.
volledige ademhaling · middenrifademhaling · flankademhaling · sleutelbeenademhaling · mondademhaling · neusademhaling

abhyantara bahya stambha vritti · activerende ademhaling · agni prasana · anuloma · anuloma viloma · bhastrika · brahmari · chandra bhedana · chatur mukhi · dirgha sukshma · kapalabhati · kevala kumbhaka · kumbhaka · murcha · nadi sodhana · ohm sahita rechaka · plavini · prachhardana · prana apana samyukta · pratiloma · sahita kumbhaka · sama vritti · samanu · sapta vyahrita · sargarbha sahita kumbhaka · sarva dwara baddha · sithali · sitkari · stambha vritti · sukha purvaka · suksama shwasa prashwasa · surya bhedana · tri bandha kumbhaka · ujjayi · vaya viya kumbhaka · viloma · visama vritti